# Coppa del Portogallo 2007-2008 (hockey su pista)
La Coppa del Portogallo 2007-2008 è stata la 35ª edizione della principale coppa nazionale portoghese di hockey su pista. La competizione ha avuto luogo dal 6 ottobre 2007 al 29 giugno 2008 con la disputa delle final four presso il Pavilhão Desportivo Municipal di Aljustrel. Il trofeo è stato conquistato dal Porto per la dodicesima volta nella sua storia superando in finale il Braga.

## Risultati

### Ottavi di finale
| Squadra 1         | Risultato   | Squadra 2        |
| ----------------- | ----------- | ---------------- |
| Alenquer Benfica  | 7 - 3       | Juventude Viana  |
| Valongo           | 2 - 3       | Porto            |
| Barcelos          | 5 - 4       | Espinho          |
| Cascais           | 2 - 3 (dts) | Oliveirense      |
| Feira             | 1 - 4       | Braga            |
| Sporting Tomar    | 4 - 3 (dtr) | Académico Cambra |
| Portosantese      | 0 - 1       | Benfica          |
| Infante de Sagres | 4 - 3       | Fisica           |

### Quarti di finale
| Squadra 1         | Risultato   | Squadra 2        |
| ----------------- | ----------- | ---------------- |
| Barcelos          | 3 - 2 (dts) | Oliveirense      |
| Sporting Tomar    | 3 - 5       | Alenquer Benfica |
| Braga             | 3 - 2       | Benfica          |
| Infante de Sagres | 3 - 8       | Porto            |

### Final four

#### Semifinali
| Aljustrel 28 giugno 2008 | Alenquer Benfica | 3 – 5 | Braga |  |

| Aljustrel 28 giugno 2008 | Barcelos | 4 – 5 (d.t.s.) | Porto |  |

#### Finale
| Aljustrel 29 giugno 2008 | Braga | 1 – 5 | Porto |  |